# 卡丝塔·洛维
卡丝塔·洛维（英語：Karsta Lowe，1993年2月2日—）生于加利福尼亚州圣地亚哥，是一名美国女子排球运动员，同时也是美国国家女子排球队队员。大学期间，她曾代表加州大学洛杉矶分校参加排球比赛。2015年，她首次代表国家队参加世界女排大奖赛，最终获得冠军，她也荣获此次比赛最有价值球员奖。之后她入选2015年女子排球世界杯和2016年奥运女子排球美国队阵容。最终美国队在这两场比赛中均获得铜牌。